# スペリー
スペリー（英: Sperry Corporation）は、アメリカの機械および電気製品の企業であり、20世紀のうち1910年から1986年の約70年間にわたって存在した。一連の合併を経て今ではユニシスの一部となっているが、かつてのスペリーの一部はハネウェルの一部となっている。

## 初期の歴史

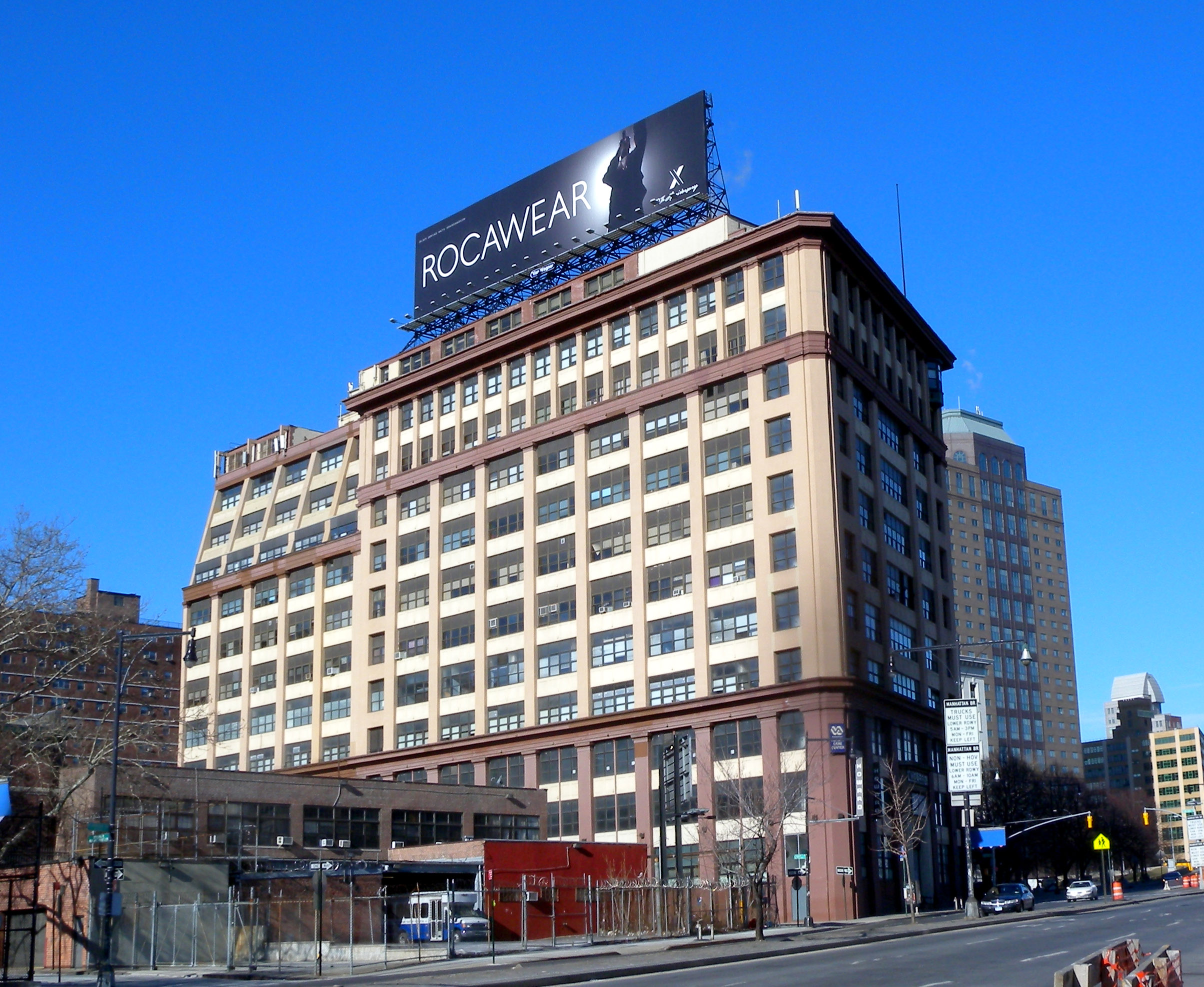
ブルックリンの工場だった建物

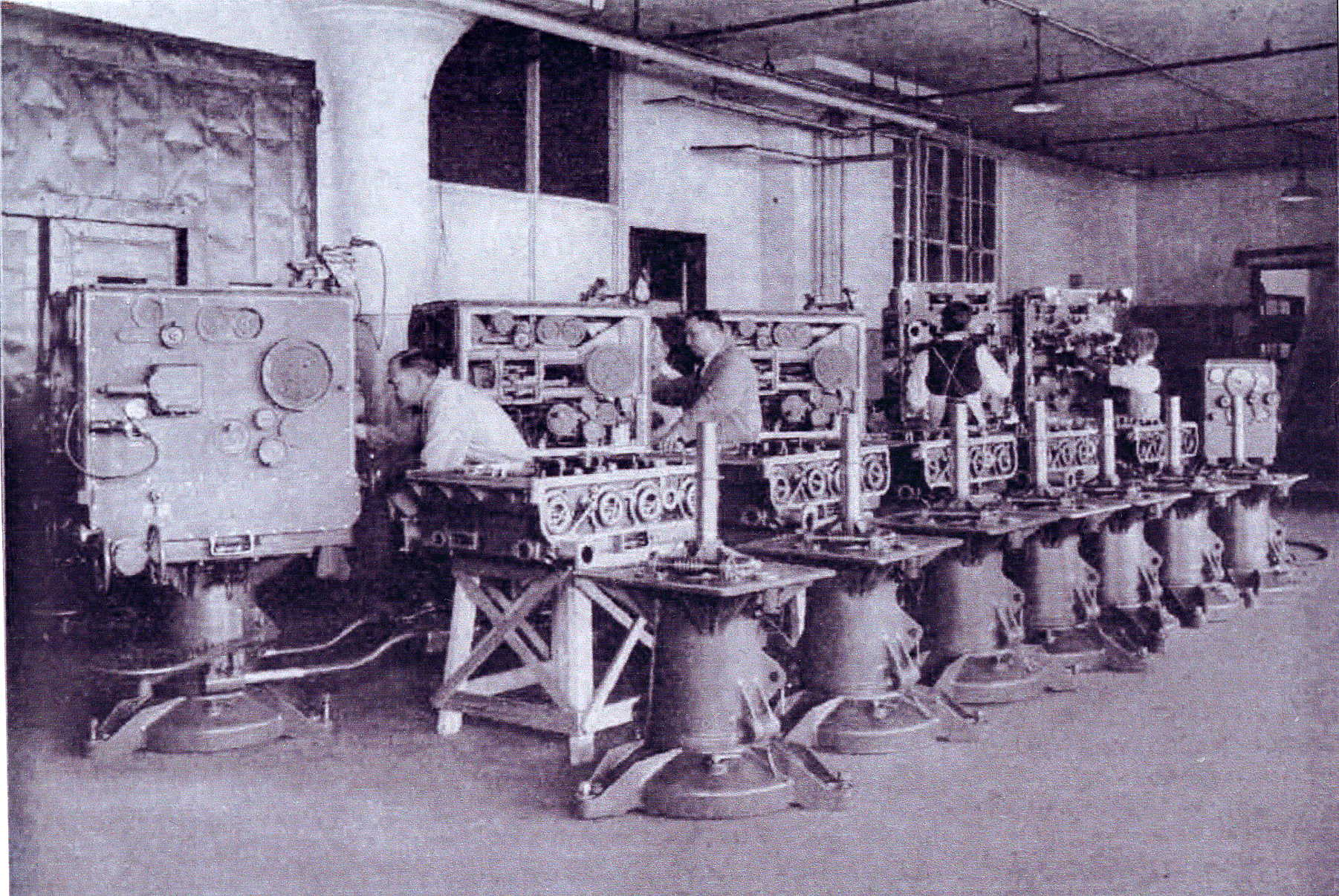
M2照準器の製造現場 (1932)

1910年、スペリー・ジャイロスコープとしてエルマー・アンブローズ・スペリーがニューヨーク・ブルックリン区のダウンタウンに設立した。彼が自ら発明した船舶用ジャイロスタビライザーとジャイロコンパスを中心として航法装置を製造する会社である。第一次世界大戦の際には、航空機用の爆撃照準器や射撃管制装置なども手がけるようになる。このころスペリー・ジャイロスコープやその関連会社はロングアイランドのナッソー郡付近に集中していたが、その後徐々に各地に進出していく。
1918年、息子のローレンス・スペリーは独立して Laurence Sperry Aircraft Company を設立し、オートパイロット装置などを製造した。しかし、1923年12月13日にローレンスが死去し、2社は合併することとなった（1924年）。1933年、社名をスペリー・コーポレーションに変更する。新しい会社は持ち株会社となり、傘下にスペリー・ジャイロスコープだけでなく、Ford Instrument Company、Intercontinental Aviation, Inc. などいくつかの会社を抱えるようになった。最新の航空管制装置などを製造している。
スペリーはクライストロンを発明したバリアン兄弟を中心とするスタンフォード大学の発明家集団を支援し、その技術や発明を自社製品に取り入れた。
スペリー社は第二次世界大戦においても軍需によって大きく成長した。特に高い技術を要求される装置、例えばアナログコンピュータ制御の爆撃照準器、空挺レーダーシステム、自動離着陸システムなどを開発製造した。スペリー社はB-17やB-24の悪名高い旋回砲塔も開発製造している。この旋回砲塔は、映画『メンフィス・ベル』や、詩 The Death of the Ball Turret Gunner に描かれている。戦後、スペリー社は電子機器とコンピュータに関心を寄せ、1953年に同社初のデジタルコンピュータ SPEEDAC を開発した。
1950年代、スペリー・ジャイロスコープの大部分はアリゾナ州フェニックスに移転し、間もなくスペリー・フライトシステムへと改称。これは核戦争を想定し、重要な軍需企業を守ろうという試みだった。ジャイロスコープ部門はロングアイランドの大工場を中心としてニューヨークに残り、1980年代まで続いた。なお、ロングアイランドのレイクサクセスの工場は、1946年から1952年まで一時的に国際連合本部ビルとして使われていた。

## スペリーランド

スペリー・ランドのロゴ

1955年、スペリーはレミントンランドを買収し、スペリーランドと改名した。レミントンランドと同時に子会社のエッカート＝モークリ・コンピュータと Engineering Research Associates を獲得し、UNIVACコンピュータシリーズによって成功を収めることになった。そしてIBMともクロスライセンス契約を結んだ。その後も軍需企業としての側面を維持している。
レミントンランドを買収したころ、スペリー・ジャイロスコープは船舶用機器専用の工場を建設することを決定。慎重な検討を経て1956年、バージニア州シャーロッツビルで船舶航法装置などの製造を開始した。これが後のスペリー・マリンとなった。
1967年から1973年にかけて、ハネウェルとの厳しい独占禁止法違反訴訟に関わった。この訴訟はそもそもスペリーランドがENIAC特許のライセンス料の支払い（2億5千万ドル、後に2千万ドルに減額）をハネウェルに対して求めたものである。ハネウェルは支払いを拒絶し、スペリーランドを反トラスト法違反で逆に訴えた。さらにスペリーランドがハネウェルを特許侵害で訴えるという訴訟合戦に突入する。このときの裁判でENIAC特許が無効であると裁定され、ハネウェルが勝訴している。
1970年代のスペリー社は巨大複合企業となっていた。マンハッタンに本社ビルを構え、タイプライター（スペリー・レミントン）、事務機器、コンピュータ（UNIVAC）、農業機械（スペリー・ニューホランド）、ジャイロコンパス/レーダー/航空管制装置などのアビオニクス（スペリー・ヴィッカース、スペリー・フライトシステム）、電気シェーバーなどの一般向け製品（スペリー・レミントン）などを製造販売していた。また、ロングアイランド・マッカーサー空港にオフィスを持ちニューヨーク近郊に本社のあるスペリー・システムズ・マネジメントが政府の軍関係の契約の大部分を担当した。
1978年、スペリーランドはコンピュータに集中することを決定し、それに直接関係しない子会社レミントンランド・システムズ、レミントンランド・マシンズ、フォード・インスツルメント、スペリー・ヴィッカースなどを売却する。また、社名から「ランド」を取って元のスペリー・コーポレーションに戻した。スペリー社はRCAのコンピュータ部門を買い取って、IBM システム/360の互換機も製造するようになった。

## 合併
1986年、元アメリカ合衆国財務長官でバロースCEOマイケル・ブルーメンソールがスペリーに対する敵対的買収をしかけ、これが成功して両社が合併しユニシスが誕生した。敵対的買収を阻止するためスペリーはポイズンピルを実施したが、買収は続行され、結果としてバロースは予定より多くの借金を負うこととなった。
スペリーの残っていた子会社スペリー・ニューホランドやスペリー・マリンなども合併後に売却された。スペリー・ジャイロスコープからの伝統を引き継いだ部門のうち、スペリー・フライトシステムはハネウェルに売却され、スペリー・ディフェンスシステムはマーティン・マリエッタに売却された。後者は今ではロッキード・マーティンの一部になっている。

## イギリスでのスペリー
イギリスでは1913年、ロンドンでイギリス海軍向けのジャイロコンパス製造工場を開設したのが最初である。これが1915年、Sperry Gyroscope Co Ltd となった。なお、ローレンス・スペリーは1923年、イギリスでの航空機事故で亡くなっている。その後もブレントフォード (1931)、グロスタシャーストーンハウス (1938)、ブラックネル (1957) と拠点を拡大していった。1963年には3,500人の従業員を抱えている。1967年、ブレントフォード工場を閉鎖し、ブラックネル工場を拡張。1969年ごろにはストーンハウス工場を閉鎖した。1969年時点の従業員数は2,500人である。
ブラックネルの工場および開発センター（後にブリティッシュ・エアロスペースに売却）の跡地には Philip Bentham が制作した4.5mのアルミニウム製オブジェ Sperry’s New Symbolic Gyroscope (1967) が残っている。

## その後のスペリー
現在、スペリーの名が残っているのはシャーロッツビルに本社を置くスペリー・マリンである。この会社は、1997年に他の2つの船舶関連会社と合併し、現在はノースロップ・グラマンの傘下にある。航法装置、海洋通信装置、商船向けの自動化システムなどを世界的に製造販売しており、海軍の仕事も請け負っている。